# Берлин, Анна Катарина
Анна Катарина Берлин (швед. Anna Catharina Berlin; 3 августа 1801, Мальмё — 22 июня 1882, Стокгольм) — шведская писательница, автор исторических романов.

## Биография и творчество
Анна Катарина Берлин родилась в 1801 году в Мальмё. Отец её был торговцем. Сама Анна Катарина с 1825 по 1829 год работала гувернанткой. В возрасте 29 лет она вышла замуж за Христиана Йисселя Берлина, доктора математических наук в Лундском университете. Впоследствии он был назначен викарием в Балькроке (Balkråka), близ Истада. У супругов родилось семеро детей.
Анна Катарина увлекалась литературой, и в 1835 году опубликовала, под именем «Anna B», свой первый роман, «Försakelsen. Novell från konung Magni Ladulås tid». Его действие происходит в Скании в 1200-е годы; главная героиня — женщина, переодетая мужчиной.
В 1837 году вышел второй роман, «Jörgen Krabbe. Romantisk skildring från Carl XI:s skånska fälttåg». Главный персонаж, Йорген Краббе, — историческое лицо, барон, владелец замка, живший в XVII веке. Роман содержит описания битв и кровавых эпизодов; критики, писавшие на него рецензии, были уверены, что автор — мужчина.
После того как Христиан Берлин стал членом парламента, где представлял диоцез Лунда, Анна Катарина с мужем начали часто бывать в Стокгольме. Анна Катарина продолжала писать и публиковать романы. Вырученные деньги шли на образование детей и хозяйственные расходы.
Когда муж Анны Катарины умер в 1863 году, она переселилась с младшей дочерью в Лунд. Затем она жила у старшей дочери, также бывшей замужем за викарием, в Эстра Херрестад (Сконе). Анна Катарина Берлин умерла в 1882 году в Стокгольме.
Литературное наследие писательницы состоит из исторических романов. В 1830-е — 1840-е годы романы часто создавались женщинами и рассчитывались на женскую аудиторию. Жанр исторического романа пользовался популярностью, и книги Анны Катарины имели успех у читателей.